# アマースト (ニューハンプシャー州)
アマースト （英: Amherst）は、アメリカ合衆国ニューハンプシャー州ヒルズボロ郡の町である。2010年国勢調査では、人口11,201 人だった。町内にはポネマ・ボッグ野生生物保護区、ホッジマン州有林、ジョー・イングリッシュ保護地、バブーシック湖がある。
町の中心は2010年国勢調査で613人が住んでおり、国勢調査指定地域として定義されている。またアマースト・ビレッジ歴史地区としてアメリカ合衆国国家歴史登録財に指定されている。

## 歴史

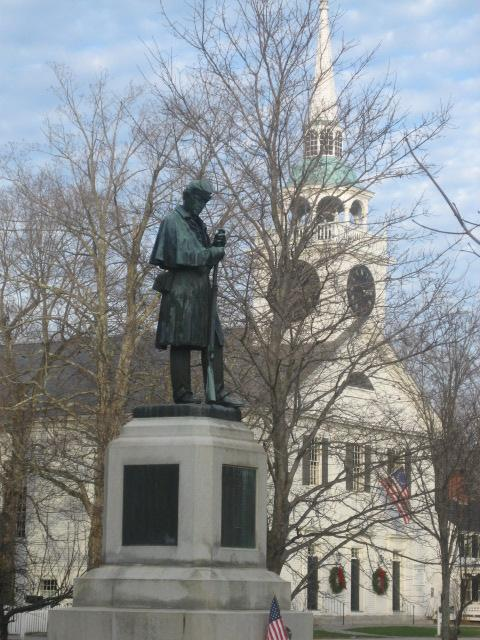
アマースト町コモン、2006年

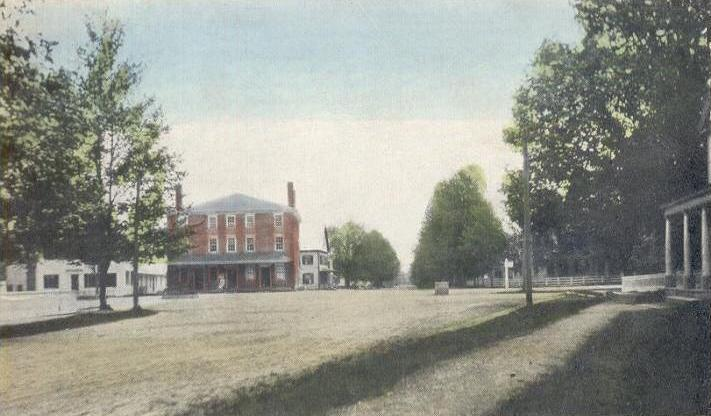
郵便局広場、1910年

ニューイングランドの多くの町と同様にアマーストは兵士に払下げられた土地の結果として成立した。ここの場合はフィリップ王戦争に加わった兵士に1728年に払い下げられた。1733年頃に入植が始まり、当初は「ナラガンセット3号」と呼ばれ、後に「スーヒガン3号」となった。1741年、開拓者たちが会衆派教会を結成し、最初の牧師を雇った。1760年1月18日、ニューハンプシャー植民地総督のベニング・ウェントワースが認可し、町はフレンチ・インディアン戦争で北アメリカのイギリス軍を率いたジェフリー・アマースト将軍から名付けられた。アマースト将軍は「この忌まわしい人種を絶滅するために」インディアンに天然痘に感染した毛布を送るやり方を始めたことで悪名が高い（1763年7月16日、ヘンリー・ブーケット大佐に宛てたアマーストの手紙から引用）。
1770年、アマーストの町はヒルズボロ郡を東西に走る道路沿いにあったことから郡庁所在地となった。アメリカ独立戦争やその後の時代まで繁栄を続けた。1790年、町の南西部が分離してミルフォード町となり、1803年には北西部が分かれてモントバーノン町になった。水力を生かした工場が発展し、アマーストの犠牲によってミルフォードが成長し、1866年には郡庁所在地がミルフォードに移転した。
町の人口は第二次世界大戦まで比較的停滞したままであり、その後アマーストと周辺の多くの町に新参者が流入し、ボストン都市圏の一部になった。
第14代アメリカ合衆国大統領になったフランクリン・ピアースは、アマーストでエドマンド・パーカー判事について法律を勉強した。ピアースはボウディン大学元学長の娘ジェイン・ミーンズ・アップルトンとタウングリーンにある家で結婚した。
ナシュア・アンド・ウィルトン鉄道がアマーストを通った。
アマースト町の公式歌『アマーストは私の家』は、ニューハンプシャー州芸術委員会の公認でジェイムズ・ダーストが作曲した。

## 地理
アメリカ合衆国国勢調査局に拠れば、町域全面積は34.8平方マイル (90 km2)であり、このうち陸地34.3平方マイル (89 km2)、水域は0.5平方マイル (1.3 km2)で水域率は4.49% である。町はスーヒガン川沿いにあり、ビーバー、ブラッディ、ジョーイングリッシュ各ブルックが流れている。町内最高地点は町の北部境界にある標高865フィート (264 m) のチェスナットヒルである。町全体がメリマック川流域に入っている。
アマーストの北西にはモントバーノン町とニューボストン町、北東はベドフォード町、東はメリマック町、南はホリス町、南西はミルフォード町と接している。

## 人口動態

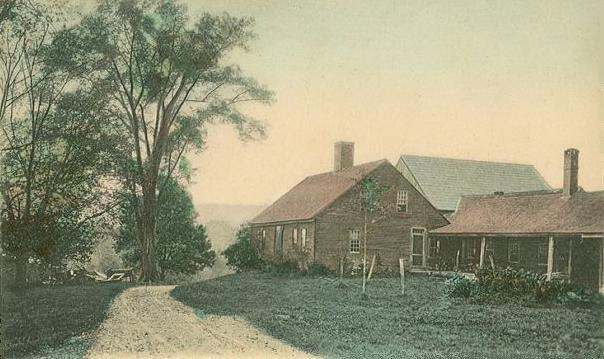
ホレース・グリーリーの生家、1905年頃

以下は2010年の国勢調査による人口統計データである。
| 基礎データ - 人口: 10,769 人 - 世帯数: 3,590 世帯 - 家族数: 3,065 家族 - 人口密度: 121.3人/km2（314.1 人/mi2） - 住居数: 3,752 軒 - 住居密度: 42.2軒/km2（109.4 軒/mi2） 人種別人口構成 - 白人: 97.00% - アフリカン・アメリカン: 0.43% - ネイティブ・アメリカン: 0.13% - アジア人: 1.34% - 太平洋諸島系: 0.02% - その他の人種: 0.21% - 混血: 0.87% - ヒスパニック・ラテン系: 1.01% | 年齢別人口構成 - 18歳未満: 31.7% - 18-24歳: 4.5% - 25-44歳: 27.5% - 45-64歳: 29.0% - 65歳以上: 7.3% - 年齢の中央値: 39歳 - 性比（女性100人あたり男性の人口） - 総人口: 101.3 - 18歳以上: 98.4 世帯と家族（対世帯数） - 18歳未満の子供がいる: 47.5% - 結婚・同居している夫婦: 78.3% - 未婚・離婚・死別女性が世帯主: 4.6% - 非家族世帯: 14.6% - 単身世帯: 11.4% - 65歳以上の老人1人暮らし: 4.0% - 平均構成人数 - 世帯: 3.00人 - 家族: 3.26人 | 収入と家計 - 収入の中央値 - 世帯: 89,384米ドル - 家族: 97,913米ドル - 性別 - 男性: 73,432米ドル - 女性: 35,250米ドル - 人口1人あたり収入: 35,531米ドル - 貧困線以下 - 対人口: 1.9% - 対家族数: 1.0% - 18歳未満: 1.8% - 65歳以上: 2.6% |

## 教育
アマースト町内にはクラーク小学校、ウィルキンス小学校、アマースト中学校、スーヒガン高校がある。小学校は町内の児童のみを受け入れている。隣接するモントバーノン町の中学生はアマースト中学校に入学できるが、授業料が必要である。アマーストとモントバーノン町は合同でスーヒガン高校を所有しており、双方の生徒を受け入れている。

## 著名な出身者
- ホレース・グリーリー（1811年-1872年）、新聞編集者、自由共和党の創設者[9]
- ジョン・"マッドドッグ"・ホール（1950年- ）、プログラマー、コンピュータ科学者、自由ソフトウェア運動推進者[10]
- ニール・ハンティントン（1969年- ）、メジャーリーグ野球のピッツバーグ・パイレーツのゼネラルマネージャー（2007年- )[11]
- フランク・セレー（1859年-1909年）、メジャーリーグ野球の•ボストン・ビーンイーターズおよびシカゴ・オーファンズの監督[12]